# Agence nationale de l'aviation civile du Gabon
Pour les articles homonymes, voir Agence nationale de l'aviation civile.
L’agence nationale de l'aviation civile du Gabon (ANAC Gabon) est l'organisation aéronautique nationale du Gabon. ANAC Gabon a son siège à Libreville.

## Activités
L’agence nationale de l'aviation civile du Gabon (ANAC) est l’organe compétent en matière de politique aéronautique et de surveillance de l'aviation civile gabonaise. Elle veille à ce que l’aviation civile gabonaise bénéficie d’un niveau de sécurité aérienne élevé et suive un développement durable.
L'ANAC est un établissement public à compétence nationale, doté d’une autonomie technique et de gestion, qui a été créé par l’état gabonais par la loi 005/2008 du 11 juillet 2008. Il remplace le Secrétariat général à l’aviation civile et commerciale (SGACC), première administration de l’aviation civile gabonaise qui n’avait pas connu de modifications majeures depuis sa création en 1972.
Cette création permet au gouvernement gabonais de mettre son aviation civile au standard de l’Organisation de l'aviation civile internationale (OACI) qui préconise que la gestion de l’aviation civile soit confiée à des organismes autonomes. Elle fait aussi suite à l’inscription du Gabon sur la liste noire de l’Union européenne, en prenant en compte les observations de l’OACI.

## Missions
Les missions de l’ANAC telles qu’énumérées dans la loi sont :
- la régulation ;
- l’évaluation pluridisciplinaire et l’expertise ;
- la protection des libertés ;
- garantir l’impartialité de la puissance publique ;
- assurer le contrôle et la certification des organes et du personnel de contrôle de la navigation aérienne, notamment :
  - des organismes de sûreté et de sécurité aérienne ;
  - des organismes de gestion des espaces aériens et des aéroports ;
  - des organismes de maintenance des avions ;
  - des aéronefs ;
  - des personnels techniques d’entretien et des navigants aériens.

À ce titre, l’ANAC détient :
- le pouvoir d’enquêter et de formuler des propositions ou des recommandations ;
- le pouvoir de réglementer, d’investiguer et de contrôler ;
- le pouvoir de prononcer des injonctions ;
- le pouvoir de sanctionner.

Sous réserve des missions spécifiques confiées à d’autres services publics par la loi, l’ANAC exerce, pour le compte de l’État, l’ensemble des prérogatives de la puissance publique dans le secteur de l’aviation civile, telles que les fonctions liées à la régulation, à la supervision et au contrôle des activités du transport aérien.
À ce titre, l’ANAC est notamment chargée de :
- élaborer et faire aboutir, en collaboration avec les autres administrations compétentes, les textes législatifs et réglementaires de l’aviation civile ;
- veiller à la sécurité et à la régularité du transport aérien ;
- élaborer les procédures ;
- réaliser des audits sur l’organisation et le fonctionnement des structures de l’aviation civile ;
- arrêter les programmes annuels des audits ;
- contrôler l’activité du transport aérien ;
- homologuer les infrastructures et les matériels ;
- délivrer les licences et autres autorisations d’exploitation du transport aérien ;
- initier, superviser et orienter les enquêtes liées aux accidents, aux incidents et aux autres dysfonctionnements du transport aérien ;
- prononcer les sanctions administratives prévues par les textes en vigueur ;
- assurer la formation et la certification des personnels ;
- notamment, en assurant le contrôle de l’exécution des missions des organismes de mise en œuvre des mesures de sécurité, de sûreté et de facilitation sur les aéroports.